# احمدي (بوشكان)
أحمدي (بالفارسية: احمدی) هي قرية تقع في إيران في قسم بوشكان الريفي.